# Stanwellia regia
Espèce
Synonymes
- Aparua regia Forster, 1968

Stanwellia regia est une espèce d'araignées mygalomorphes de la famille des Pycnothelidae.

## Distribution
Cette espèce est endémique de Nouvelle-Zélande. Elle se rencontre aux îles des Trois Rois.

## Description

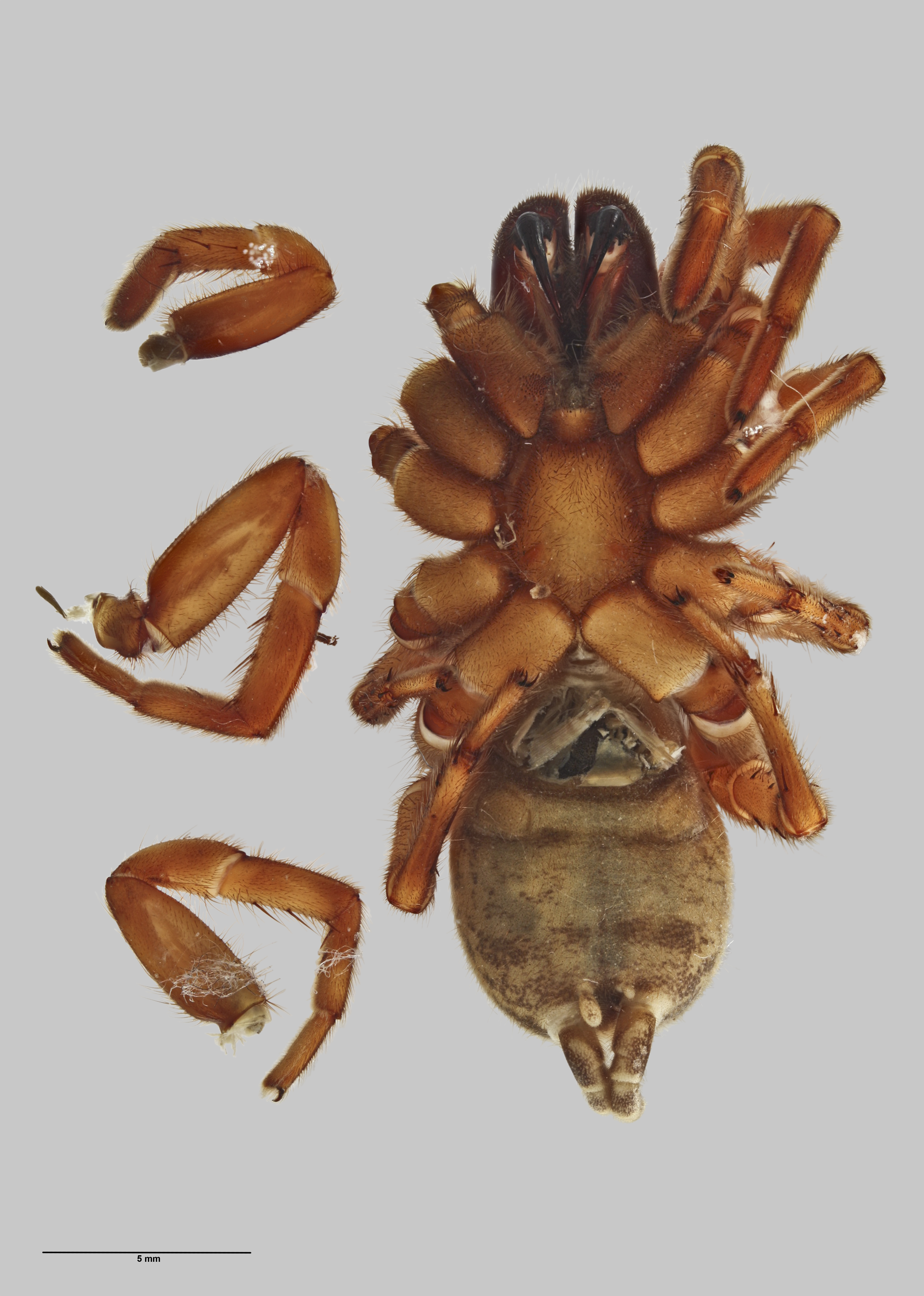
Stanwellia regia ♀

La carapace de la femelle holotype mesure 8,5 mm de long sur 7,0 mm et l'abdomen 11,5 mm de long sur 8,0 mm et la carapace du mâle paratype mesure 7,8 mm de long sur 6,0 mm et l'abdomen 7,0 mm de long sur 5,5 mm.

## Systématique et taxinomie
Cette espèce a été décrite sous le protonyme Aparua regia par Forster en 1968. Elle est placée dans le genre Stanwellia par Main en 1983.

## Publication originale
- Forster, 1968 : The spiders of New Zealand. Part II. Ctenizidae, Dipluridae. Otago Museum Bulletin, vol. 2, p. 1-72 & 126-180.